# General der Nebeltruppe
Der General der Nebeltruppen war eine Dienststellung der Wehrmacht u. a. im Generalstabs des Heeres und bestand von September 1940 bis Kriegsende.

## Geschichte
Der General der Nebeltruppen wurde am 4. September 1940 beim Oberbefehlshaber des Heeres eingerichtet. Die Zusammenarbeit erfolgte mit der Inspektion Nebeltruppe und Gasabwehr (In 9) des Allgemeinen Heeresamt und dem Heereswaffenamt.
Ab 1943 war er beim Chef des Generalstabs des Heeres. Am 25. November 1944 kam er in das Oberkommando des Heeres. Hier wurde die Inspektion Nebeltruppe und Gasabwehr (In 9) unterstellt.
General der Nebeltruppe war Generalleutnant Hermann Ochsner.

## Inspektion Nebeltruppe und Gasabwehr (In 9)
Am 1. Mai 1936 wurde die Inspektion der Nebeltruppe und Gasabwehr als Waffenabteilung für chemische Kriegsführung und chemische Truppen aufgestellt. Die bis dahin bestehende Gruppe IV der Inspektion der Artillerie wurde zur Einrichtung der Inspektion herangezogen. Die Heeresgasschutzschule wurde dem Inspekteur unterstellt.
Inspekteure
- Oberst/Generalmajor Edgar Theisen: von Mai 1936 bis August 1939
- Generalmajor Friedrich von Tempelhoff: von 1939 bis 1941
- Generalleutnant Erwin Leister: von 1942 bis 1944
- Generalmajor Johann-Albrecht von Blücher: 1944/45